# King Kelly
Michael Joseph « King » Kelly, né le 31 décembre 1857 à Troy, New York et mort le 8 novembre 1894 à Boston, Massachusetts, était un joueur américain de baseball membre du Temple de la renommée.
De 1878 à 1894, il évolue comme voltigeur de droite et  receveur dans les premières ligues de baseball professionnel aux États-Unis telles la Ligue nationale, l'Association internationale, la Players' League et l'Association américaine. Il joue la plupart de ses 16 saisons chez les White Stockings de Chicago et les Beaneaters de Boston. Il est joueur-entraîneur en trois occasions différentes et mène les Reds de Boston au championnat de la Players' League à la seule année d'existence de cette dernière en 1890.
Élu au Temple de la renommée en 1945, longtemps après sa mort, King Kelly est reconnu comme une figure importante des premières décennies du baseball, dont il a aidé à définir les règles, à l'époque parfois floues, recourant parfois à la tricherie. Sa façon de glisser aux buts, les crampons devant en décrivant un crochet pour éviter le gant de son adversaire en défensive, est imitée par plusieurs de ses contemporains et reconnue comme révolutionnaire pour l'époque. Kelly est immortalisé dans Slide, Kelly, Slide (« Glisse, Kelly, glisse »), une chanson populaire de 1889 et sujet d'un film du même nom en 1927. Il mène une carrière d'acteur de vaudeville en parallèle à sa carrière sportive. En 1888, son livre Play Ball: Stories of the Ball Field (écrit par l'écrivain-fantôme Jack Drohan) est la première autobiographie de l'histoire par un joueur de baseball.

## Carrière

King Kelly pose en uniforme des Beaneaters de Boston en 1887.

King Kelly évolue pour les Reds de Cincinnati de la Ligue nationale en 1878 et 1879, les White Stockings de Chicago (Ligue nationale, 1880 à 1886), les Beaneaters de Boston (Ligue nationale, 1887 à 1889), les Reds de Boston (Players' League, 1890), les Cincinnati Kelly's Killers (Association américaine, 1891), les Reds de Boston à nouveau mais dans l'Association américaine en 1891 et 1892, et enfin les Giants de New York de la Ligue nationale en 1893.
La moyenne au bâton de Kelly s'élève à ,308 en carrière, avec 1 813 coups sûrs, 359 doubles, 102 triples, 69 circuits, 1 357 points marqués et 950 points produits en 1 455 matchs joués. Il mène la Ligue nationale pour les points marqués avec 120 en 1884, 124 en 1885 et toutes les majeures avec 155 en 1886. Il est premier des majeures pour les doubles en 1881 en 27, en 1882 avec 37 et en 1889 avec 41. Il est à deux reprises champion frappeur de la Ligue nationale, en 1884 (moyenne de ,354) et en 1886 (moyenne de ,388). À cette dernière occasion, où sa moyenne est la plus élevée de sa carrière pour une saison unique, il domine tous les joueurs des majeures et pas seulement ceux de sa ligue. En 1883, King Kelly est le dernier joueur champion frappeur de l'histoire du baseball majeur à mener la ligue pour la moyenne au bâton lors d'une saison où il a évolué à six positions différentes.
Il réussit aussi 368 buts volés, mais à une époque où les règles sur le but volé diffèrent beaucoup de celles en vigueur aujourd'hui. La moyenne de présence sur les buts de Kelly s'élève à ,368 pour l'ensemble de sa carrière et il mène les majeures avec une moyenne de ,483 en 1886 et la Ligue nationale avec une moyenne de ,414 en 1884.
La Série mondiale, créée en 1903 et couronnant la saison de baseball, n'existe pas encore à l'époque de Kelly. Il existe cependant une finale de fin d'année et il y participe trois fois. Avec les White Stockings de Chicago, la finale de 1885, marquée par des disputes sur les règlements, se termine sur un score nul contre les Browns de Saint-Louis. En 1886, les mêmes Browns l'emportent sur Chicago. Kelly fait partie d'une équipe championne en 1892 lorsque les Beaneaters de Boston battent les Spiders de Cleveland en finale de la Ligue nationale.
Son habitude de tricher et de contourner les règlements, plus ou moins embryonnaires, du baseball du XIXe siècle, est légendaire et Cap Anson l'a déjà décrit comme un « génie » dans l'art d'enseigner ses astuces aux autres joueurs. Celui-ci le décrivait comme le « prince des coureurs » et déclarait que « bien des points ont été marqués grâce à la ruse de Kelly ». L'un de ses trucs favoris était de « couper » les buts, c'est-à-dire de prendre un raccourci entre deux bases lorsque l'unique arbitre qui officiait les matchs de l'époque regardait ailleurs. Célèbre pour cette entorse au règlement, il ne l'a cependant effectuée que 4 fois durant la saison 1881 et jamais après 1886.
Kelly aurait également été le premier frappeur à délibérément cogner des fausses balles avant que celles-ci ne comptent pour des prises.
En février 1887, Albert Spalding vend son contrat des White Stockings de Chicago aux Beaneaters de Boston pour 10 000 dollars US, une somme record pour l'époque. Ceci lui vaut d'être surnommé The $10,000 Beauty (« la beauté de 10 000 dollars ») ou The Famous $10,000 Base Ballist (« le fameux baseballeur de 10 000 dollars »). Sur une carte de baseball du cigarettier Old Judge (en) imprimée circa 1887-1890, le nom de King Kelly est inscrit de la façon suivante : « $10,000 Kelly ».

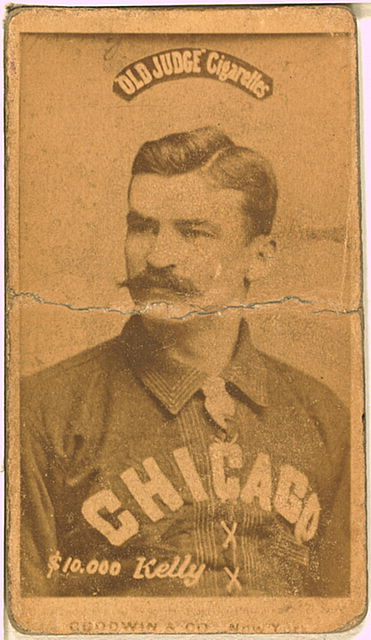
La carte de baseball de « 10000 dollars Kelly » imprimée entre 1887 et 1890.

En 1891, il joue à Cincinnati et le club de l'Association américaine pour lequel il évolue, au départ appelé les Red Stockings, est surnommé par la presse Cincinnati Kelly's Killers (« les tueurs de Kelly ») au point de prendre officiellement ce nom pendant une année.
Il est parfois dit que Kelly est l'inspiration d'Ernest Lawrence Thayer pour son célèbre poème Casey at the Bat, bien que la chose n'ait jamais été avérée. Kelly était le joueur le plus connu de son époque et, à l'instar du protagoniste du poème, était de descendance irlandaise.
Mike « King » Kelly meurt à 36 ans des suites d'une pneumonie le 8 novembre 1894. Il devait jouer au Palace Theatre de Broadway avec les London Gaiety Girls (en), une apparition annulée lorsque son état de santé se détériore. Quelques jours plus tôt, il avait ressenti les premiers symptômes de la maladie sur le bateau qui l'avait amené de Boston à New York.
King Kelly est intronisé au Temple de la renommée du baseball à titre posthume en 1945. Sa cérémonie d'intronisation n'a lieu qu'en 2013, lorsqu'une douzaine de personnalités n'en ayant pas eu, pour diverses raisons, sont honorés. Le texte gravé sur la plaque qui l'honore au Temple de la renommée est alors lu à Cooperstown par Andre Dawson.